# 斯莫尔尼大教堂

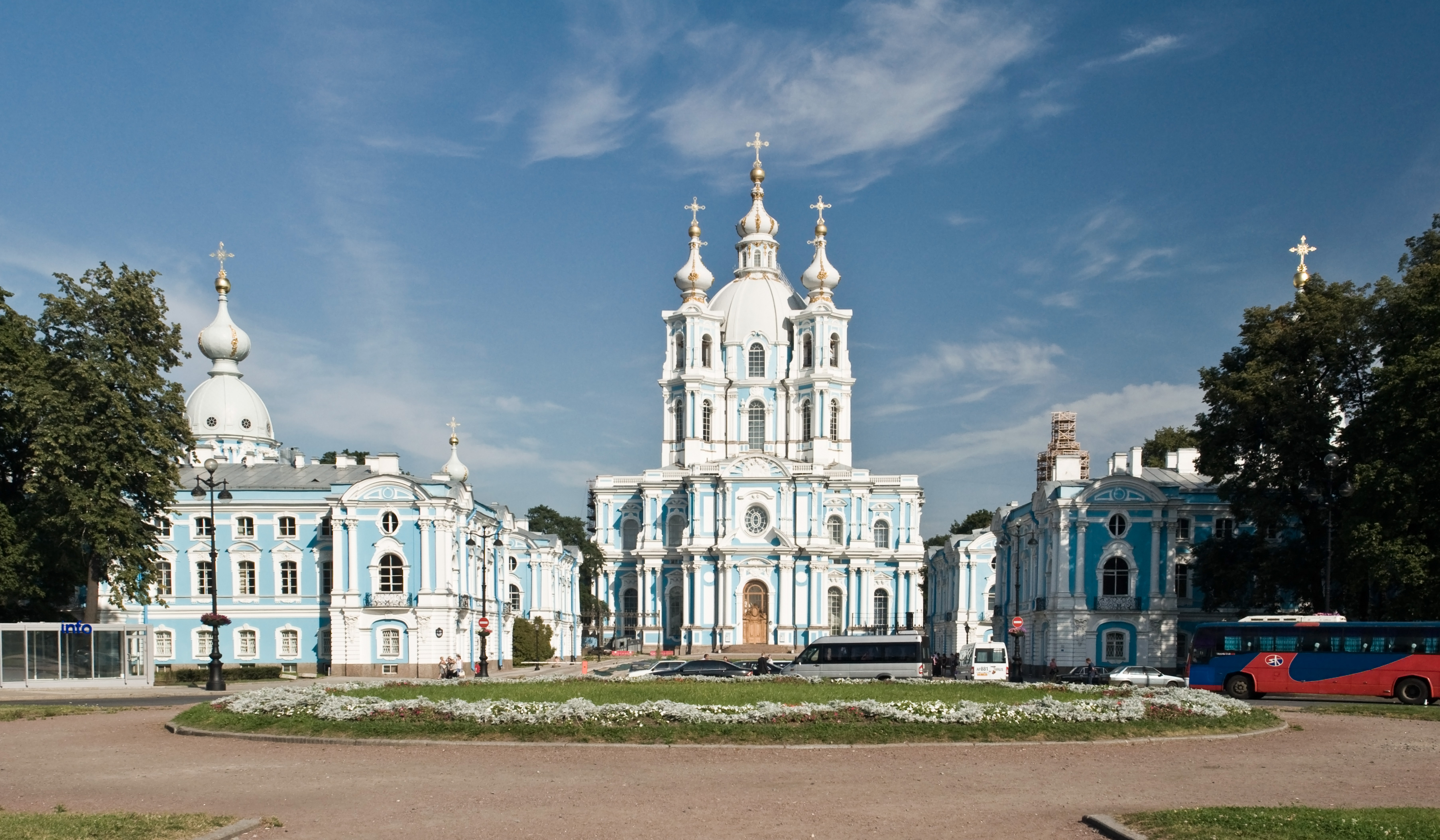
建筑群

斯莫尔尼大教堂（俄语：Смольный монастырь）位于俄罗斯圣彼得堡的涅瓦河左岸，原是一座东正教修女院。今天，斯莫尔尼大教堂主要用作音乐厅，周围的修道院建筑由各部门政府机构使用。 修道院整组建筑精美之极，被称为俄罗斯巴洛克式建筑中最完美的作品。建筑师巧妙地将巴洛克风格与拜占庭式的洋葱顶结合起来。

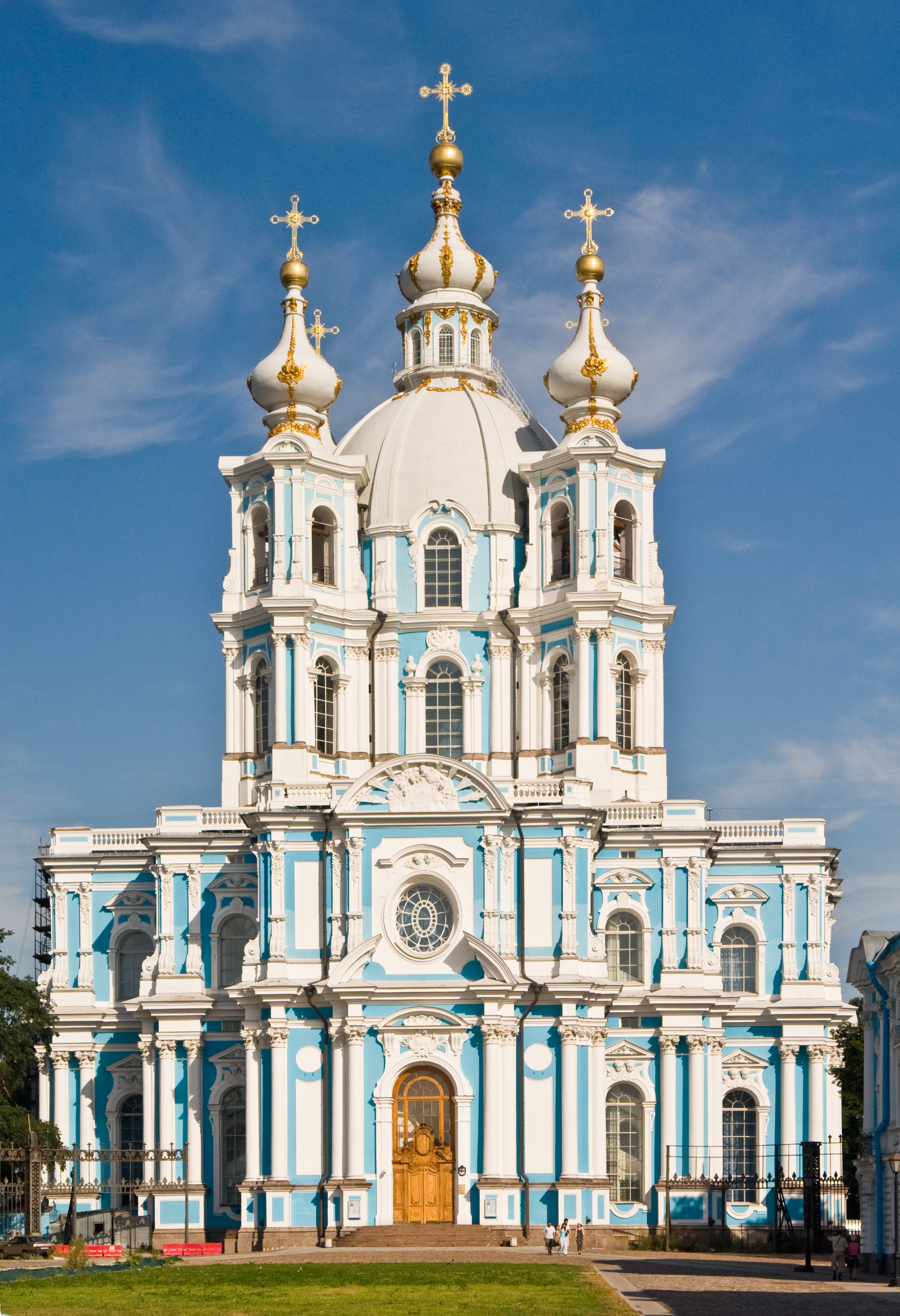
大教堂

斯莫尔尼的意思是沥青，因为在彼得大帝时期，此区曾是一座专门存放沥青的仓库——斯莫尔尼工场。从此以后，这个地区便称为斯莫尔尼。大教堂是一座令人惊叹的蓝白两色的建筑，是意大利建筑师弗朗切斯科·巴爾托洛梅奧·拉斯特雷利的杰作（他的作品还有冬宫、皇村的叶卡捷琳娜宫，彼得宫城的大宫殿等许多重要的圣彼得堡地标），兴建于1748年到1764年。当时规划将钟楼建成全俄国最高的建筑，但是叶丽萨维塔于1762年去世，计划未能完成。  

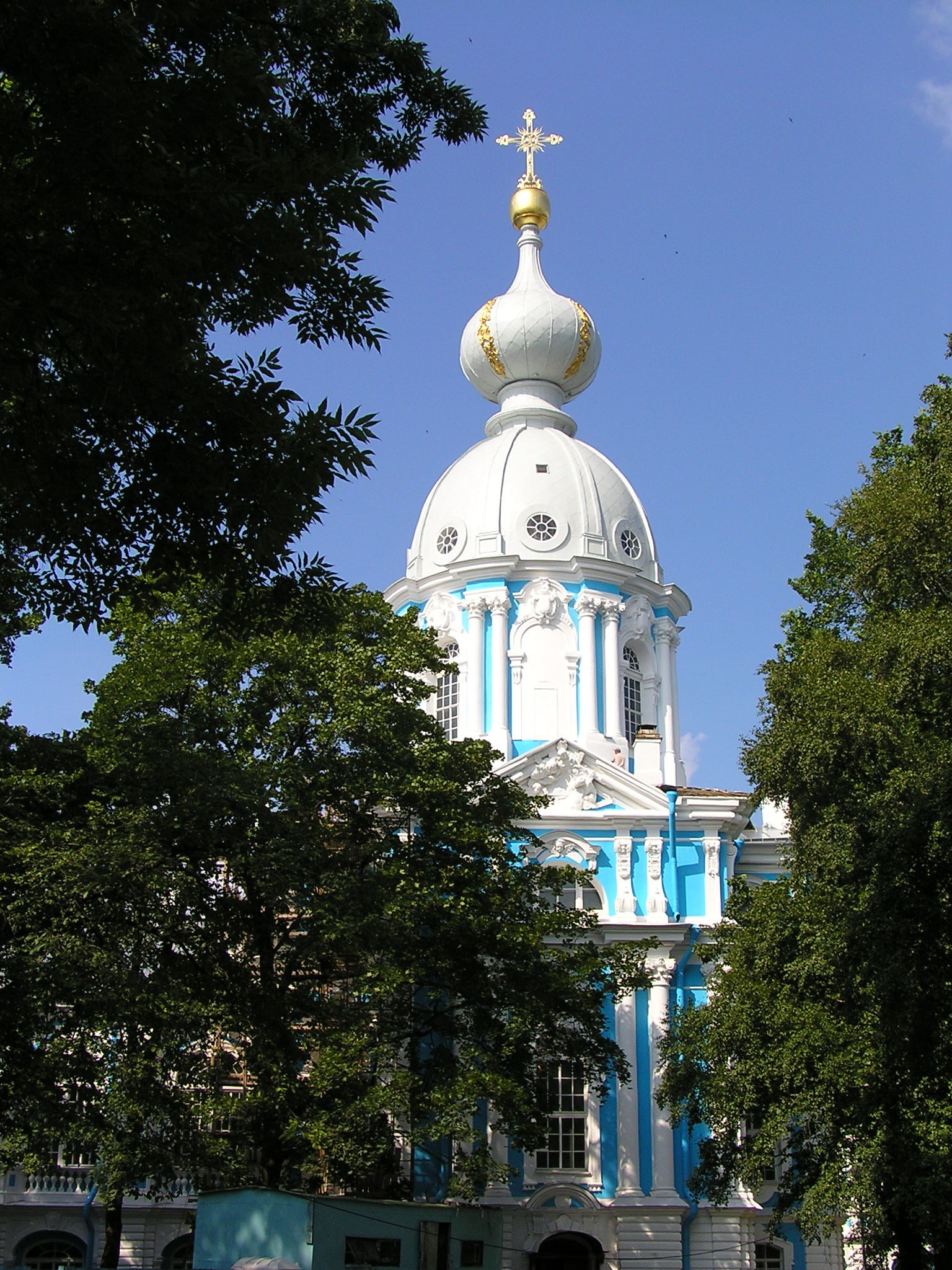
小钟楼

彼得大帝之女叶丽萨维塔·彼得罗芙娜·罗曼诺娃被取消王位继承权后，在此出家修道。1741年，伊凡六世被皇家卫兵的政变推翻，于是她得以继承王位。但是，皇家继续赞助修道院的建造工程。女皇叶卡捷琳娜二世继位后，强烈反对巴洛克风格，失去了资金来源，拉斯特雷利无法建立庞大的钟楼。1835年，瓦西里斯塔索夫增建了新古典主义内部，以适应变化了的建筑品味。大教堂祝圣于1835年7月22日，主祭坛敬拜耶稣复活，两个侧祭坛献给抹大拉的马利亚和以利沙伯。1923年，苏联政府关闭了教堂。
附近的斯莫尔尼女子学校（斯莫尔尼宫）得名于斯莫尔尼修道院。